# Erhard Berneburg
Erhard Berneburg (* 17. April 1954) ist ein deutscher evangelischer Pfarrer und promovierter Theologe. Er war zuletzt als Direktor der Evangelischen Arbeitsstelle für missionarische Kirchenentwicklung und diakonische Profilbildung (midi), Generalsekretär der Arbeitsgemeinschaft Missionarische Dienste (AMD) und Referent für Missionarische Dienste und Sonderseelsorge der Evangelischen Kirche in Deutschland (EKD) sowie als Publizist tätig.

## Werdegang
Berneburg studierte in Göttingen, Heidelberg, Erlangen und Tübingen. Nach dem Vikariat in Hannover arbeitete er ab 1984 drei Jahre als Reisesekretär für die Studentenmission in Deutschland. Danach war er für drei Jahre Assistent an der Evangelisch-Theologischen Fakultät in Tübingen. Er wurde mit der Dissertation „Das Verhältnis von Evangelisation und sozialem Engagement in der evangelikalen Missionstheorie“ promoviert, die sich kritisch mit der radikalen Agenda in der Lausanner Bewegung befasst. Anschließend arbeitete er ab 1990 erst acht Jahre als Gemeindepfarrer in Sulingen, dann ab 1998 neun Jahre als Studienleiter des Geistlichen Rüstzentrums Krelingen. Von April 2007 bis zu seinem Ruhestand im Jahr 2019 war Berneburg Generalsekretär der Arbeitsgemeinschaft Missionarische Dienste und Oberkirchenrat für Missionarische Dienste im Kirchenamt der EKD.
Berneburg gehört zum Hauptvorstand der Deutschen Evangelischen Allianz und zum Vorstand des Verein zur Förderung der Erforschung von Evangelisation und Gemeindeentwicklung e. V., Greifswald, dessen Zweck die Unterstützung des Institutes zur Erforschung von Evangelisation und Gemeindeentwicklung an der Universität Greifswald ist. Berneburg ist im Beirat des Magazins „3E“ und in seiner Funktion als Generalsekretär verantwortlich für den „AMD-Kongress für Theologinnen und Theologen“. Zwischen 2011 und 2017 war er Mit-Vorsitzender der Lausanner Koalition für Evangelisation in Deutschland. Im Jahr 2013 war er Teilnehmer eines Leitertreffens der Lausanner Bewegung im indischen Bangalore. Berneburg ist der Herausgeber des EKD-Projektes „Kurse zum Glauben“. Von Januar 2019 bis Dezember 2019 war er Leiter der neu gegründeten Arbeitsstelle „midi“ für missionarische Kirchenentwicklung und diakonische Profilbildung der EKD, der Diakonie sowie der AMD.
Er ist verheiratet und hat fünf Kinder.

## Auszeichnungen
Im Jahr 2008 ist er für seine Verdienste um Kirche und Diakonie mit dem Goldenen Kronenkreuz der Diakonie geehrt worden.

## Werke
- Erhard Berneburg (Hrsg.): Der bleibende Auftrag des Pietismus : Vorträge vom Theologischen Herbstkongress im Geistlichen Rüstzentrum Krelingen, November 2000. Geistliches Rüstzentrum Krelingen. Walsrode 2002, 3-8311-4636-5
- Erhard Berneburg: Das Verhältnis von Verkündigung und sozialer Aktion in der evangelikalen Missionstheorie: unter besonderer Berücksichtigung der Lausanner Bewegung für Weltevangelisation. Universitätsdissertation, Tübingen 1995 und Brockhaus, Wuppertal 1997, ISBN 3-417-29425-8 (Brockhaus) Volltext in der Google-Buchsuche